# 450'erne f.Kr.
Århundreder: 6. århundrede f.Kr. – 5. århundrede f.Kr. – 4. århundrede f.Kr.
Årtier: 500'erne f.Kr. 490'erne f.Kr. 480'erne f.Kr. 470'erne f.Kr. 460'erne f.Kr. – 450'erne f.Kr. – 440'erne f.Kr. 430'erne f.Kr. 420'erne f.Kr. 410'erne f.Kr. 400'erne f.Kr.
År: 459 f.Kr. 458 f.Kr. 457 f.Kr. 456 f.Kr. 455 f.Kr. 454 f.Kr. 453 f.Kr. 452 f.Kr. 451 f.Kr. 450 f.Kr.